# Les Schtroumpfs et le Demi-génie
Les Schtroumpfs et le Demi-génie est le trente-quatrième album, et la quatre-vingt-dix-huitième histoire, de la série de bande dessinée Les Schtroumpfs originellement créée par Peyo. Publié en 2016 aux éditions Le Lombard, l'album est scénarisé par Thierry Culliford et Alain Jost et illustré par Jeroen De Coninck et Miguel Díaz Vizoso.

## Résumé
Le Schtroumpf à lunettes et le Schtroumpf costaud cueillent des myrtilles quand le Schtroumpf costaud fait tomber les lunettes du Schtroumpf à lunettes dans l’eau. Il retourne les chercher quand il voit une amphore dans l’eau. Les deux Schtroumpfs regardent dedans et ne trouvent que des cailloux. Parmi ces cailloux se trouve une petite sphère translucide d’où sort un génie. Au village, ils essayent de réaliser des souhaits grâce au génie, mais il ne fait que les choses à moitié ! Le grand Schtroumpf le fait endormir. Dans son sommeil, il dit Agénior.
Le récit a des similarités avec Pierrot et la Lampe de Peyo.

## Réception commerciale
L'album a été édité à 105 000 unités en France. Il atteint lors de sa première semaine la 5e position du Top 15 BD. Il monte à la quatrième place la semaine suivante, mais reprend sa place initiale ensuite. Durant la semaine du 18 au 24 avril, il descend à la dixième place. Il reste ainsi près d'un mois (4 semaines) dans le top.